# Follow focus
Un follow focus (o enfoque de seguimiento) es un mecanismo de control de enfoque utilizado en la producción del cine y la televisión con cámaras de vídeo profesionales. Es ergonómico y no contribuye a la funcionalidad básica de una cámara, pero le permite al operador ser más eficiente y preciso. Por lo general, lo maneja el asistente de cámara, pero algunos operadores prefieren hacerlo por sí mismos.

## Mecanismo y función
El mecanismo funciona a través de un conjunto de engranajes que están unidos al anillo de enfoque del objetivo. Este engranaje se manipula con una rueda, la cual al girar provocará que gire también el anillo de enfoque. En la práctica, este dispositivo no es necesario ya que el operador puede enfocar manual y directamente manipulando el anillo de enfoque del objetivo. Sin embargo, a veces hay que adoptar una posición incómoda o incluso imposible .En otras ocasiones un tirón de enfoque sería horrible para nuestra grabación y este mecanismo nos los evitaría colocando una varilla de metal en forma de L en el orificio situado en el dentro de la rueda. Esta manivela se denomina “manivela velocidad”, así la mano simplemente tiene que girar la varilla, que hará girar la rueda y el engranaje.
El disco blanco que rodea la rueda se utiliza para anotar marcas y poder enfocar cuidadosamente. Estas marcas se toman en los ensayos, a menudo gracias a una cinta para medir correctamente la distancia de la lente al sujeto, lo que permite una mayor precisión.
Un enfoque manual suele ser un requisito para el cine profesional. Esto se debe a que algunos sistemas de lentes de enfoque automático emplean rayos infrarrojos para medir la distancia entre el objetivo y el sujeto. Técnica que no anticipa la entrada de un actor en el primer plano, ni puede centrarse en cualquier cosa que no está en el centro del plano. El trabajo del operario es ajustar el enfoque sobre los diferentes sujetos o enfocar al sujeto requerido durante el movimiento de la cámara (seguimiento).

### Usos
Un follow focus suele ser una pieza obligatoria en los equipos para cine profesional, aunque aquellos con cámaras que no están equipadas con lentes manuales desmontables tendrán que hacerlo con los sistemas de enfoque automático o con la mano.
- Datos: Q1630792